# Nosodendron jakli
Nosodendron jakli är en skalbaggsart som beskrevs av Jiri Háva 2005. Nosodendron jakli ingår i släktet Nosodendron och familjen almsavbaggar. Inga underarter finns listade i Catalogue of Life.